# Äthiopisch-katholische Kirche
Die äthiopisch-katholische Kirche (amharisch የኢትዮጵያ ካቶሊካዊት ቤተ ክርስቲያን ሊቀ ጳጳሳት) ist eine mit Kirche und Papst von Rom unierte Katholische Ostkirche mit dem äthiopischen Ritus als liturgischer Ordnung. Sie ist zu unterscheiden von ihrer äthiopisch-orthodoxen Mutterkirche sowie von der katholischen Kirche des römischen Ritus in Äthiopien.

## Geschichte
Nach der Ankunft des portugiesischen Gesandten Pêro da Covilhã 1493 am äthiopischen Hof, insbesondere aber nach dem Eintreffen des portugiesischen Missionars Francisco Álvares 1520 und dem Brief des äthiopischen Kaisers David II. an Papst Clemens VII., den Álvares 1526 aus Äthiopien nach Rom brachte, bestand eine Beziehung zwischen dem äthiopischen und dem katholischen Christentum.
Nachdem eine portugiesische Militärexpedition aus Portugiesisch-Indien unter Vasco da Gamas Sohn Cristóvão da Gama dem äthiopischen Reich unter Claudius 1541 gegen den arabischen Eroberer Mohammed Gran zur Hilfe kam und moderne Technik (Waffen, Handwerk, Ingenieurswesen) mitbrachte, wuchs der portugiesische Einfluss am äthiopischen Hof. Es entstanden erste katholische Gemeinden der Portugiesen in Äthiopien, so ab 1543 in Fasil Ghebbi, wo sie die dortige Festung stark ausbauten. Ab 1555 kamen die Jesuiten nach Äthiopien, zunächst nur als Glaubensbeistand für die dortigen Portugiesen.
Unmittelbar im Anschluss an den „Mohammedanersturm“ des Sultanats Adal begannen die Jesuiten 1557 mit der katholischen Missionierung Äthiopiens. Kaiser Claudius wies sie zwar zurück, doch gelang es ihnen, 1603 Kaiser Asnaf Sagad II. zum Übertritt zu bewegen. Sissinios stimmte zwar zunächst sogar einer Kirchenunion mit Rom zu (wie schon um 1450 Kaiser Konstantin I.), widerrief dann aber 1630, weil er die Unzufriedenheit seiner Untertanen fürchtete. Gestürzt und getötet wurde er 1632 dennoch, sein Nachfolger Fasilides (1632–1667) vertrieb die Jesuiten oder ließ sie hinrichten, ebenso wie muslimische Missionare. Das Land kehrte zum orthodoxen Christentum koptischer Prägung zurück. In der 1. Hälfte des 19. Jahrhunderts begannen Bemühungen um eine Teilunion. Sie laufen parallel zur Einrichtung einer Kirche lateinischer Tradition in derselben Region, vor allem in Eritrea und den nicht-christianisierten Gebieten im Süden des äthiopischen Staates.
Justinus de Jacobis, ab 1839 Apostolischer Präfekt des römischen Papstes für Äthiopien mit Jurisdiktion über die lateinischen Katholiken, feierte Gottesdienst gerne auch nach äthiopischem Ritus und gewann Achtung und Anhänger unter Priestern und Gläubigen der äthiopisch-orthodoxen Kirche.
1930 wurde im seit 1894 italienisch besetzten Eritrea neben der vorhandenen lateinischen Jurisdiktion, die hauptsächlich Italiener betreute, ein Ordinariat für die anwachsende Anzahl einheimischer Katholiken des äthiopischen Ritus eingerichtet. Mit der Besetzung Äthiopiens 1936 durch Italien kam es zu einem Ausbau lateinischer Jurisdiktionsbezirke. Nach Wiedererlangung der staatlichen Unabhängigkeit Äthiopiens wurden die ausländischen Missionare ausgewiesen; der einheimische katholische Klerus des äthiopischen Ritus hatte verstärkt Verantwortung zu übernehmen.
1951 wurden das Apostolische Exarchat Addis Abeba der Äthiopisch-katholischen Kirche eingerichtet und das Ordinariat für Eritrea zum Exarchat erhoben. Am 9. April 1961 wurde die Metropolie (Kirchenprovinz) Äthiopien gegründet mit Addis Abeba als Sitz des Metropoliten und Asmara (Eritrea) und Adigrat als Suffraganbistümern.
Nach der Unabhängigkeit Eritreas wurden hier 1995 zwei neue Eparchien (Diözesen), Barentu und Keren, errichtet und das lateinische Apostolische Vikariat aufgehoben. In Eritrea unterstehen demnach sämtliche Katholiken, auch die römisch-katholischer Tradition, einer ostkirchlichen Hierarchie. 2003 entstand eine neue Eparchie in Emdeber (Äthiopien) und 2012 die Eparchie Segheneity (Eritrea), so dass die äthiopisch-katholische Metropolie sieben Bischofssitze umfasste, drei in Äthiopien und vier in Eritrea. Diese sieben Bistümer bildeten bis 2015 die länderübergreifende Kirchenprovinz Addis Abeba. Am 19. Januar 2015 teilte Papst Franziskus die Kirchenprovinz und unterstellte die in Eritrea gelegenen Eparchien Asmara, Barentu, Keren und Segheneity der Kirchenprovinz Eritrea. Diese bildet die neugegründete Eritreisch-Katholische Kirche.
Römisch-katholische (Missions-)Jurisdiktionen bestehen weiterhin im Süden Äthiopiens: sechs Apostolische Vikariate mit Titularbischöfen (Awasa, Harar, Meki, Nekemte, Hosanna und Soddo) und zwei Apostolische Präfekturen unter Leitung eines Priesters (Gambella und Jimma-Bonga). Die Apostolischen Präfekturen Gambella und Jimma-Bonga wurden am 5. Dezember 2009 zu Apostolischen Vikariaten mit einem Titularbischof an der Spitze erhoben. Das Apostolische Vikariat Soddo-Hosanna wurde am 10. Januar 2010 geteilt und das Apostolische Vikariat Soddo errichtet. Die Apostolische Präfektur Robe am 11. Februar 2012 durch Gebietsabtretungen des Apostolischen Vikariates Meki errichtet.

## Gliederung

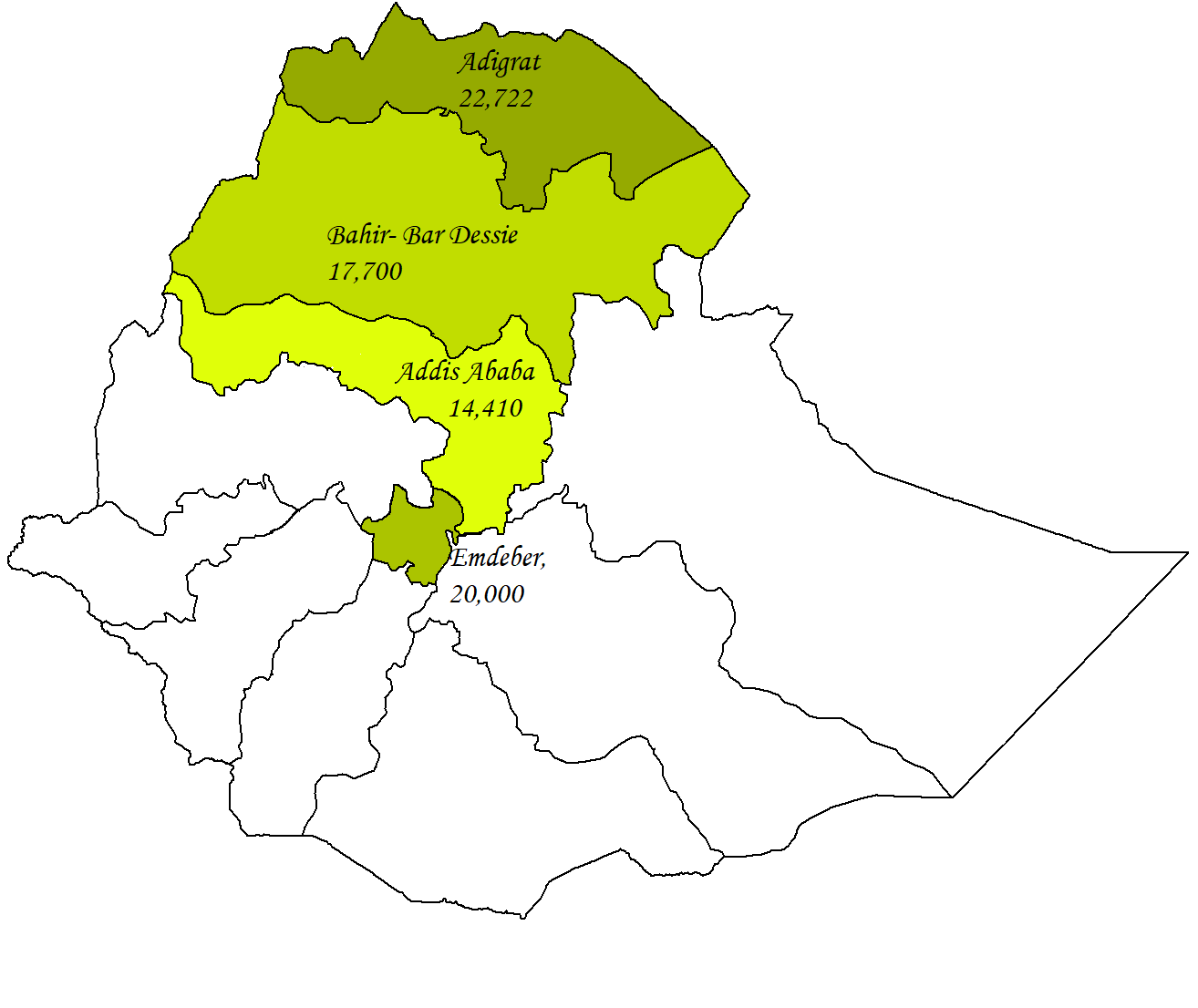
Die vier Eparchien der Äthiopisch-katholische Kirche

Zur Äthiopisch-katholische Kirche gehören eine Kirchenprovinz mit vier Eparchien im äthiopischen Ritus:
- Kirchenprovinz Addis Abeba
  - Erzeparchie Addis Abeba (Metropolitansitz)
    - Eparchie Adigrat
    - Eparchie Bahir Dar-Dessie
    - Eparchie Emdeber